# カチンコ係
カチンコ係（英語clapper loader）は、カメラクルー（撮影班）の一員であり、この係の最も知られた責務は、カメラの前でカチンコを持ち、カチンコの拍子木を「カチンと鳴らす」ことによってテイクの始まりを告げることである。

## 概要

### 欧米
欧米では、セカンド・アシスタントカメラ・オペレーター（セカンド撮影助手、仏語deuxième assistant opérateur）をこのように呼ぶことがあったが、カチンコ係は、フィルム・マガジン（巻きフィルム入れ）に生ネガフィルムを入れることなどのカメラ関係の比較的日常的な仕事にも責任があるのが普通である。
映画によっては影の人であっても、日々の仕事がかなり多岐に渡り、その割には非常に責任が大きい場合がある。

### 日本
日本では、トーキーの製作開始以来、助監督（サードないしフォース、見習助監督）の仕事の一部である。スクリプター（記録）と密に連絡を取り、カチンコの表面にシーンナンバー、カットナンバー、テイクナンバーを記し、カメラが回った直後に、画面内のカメラ焦点の合っている部分で文字が明確に写るようにカチンコを差し入れ、カチンコの上下部分がぶつかって音が鳴る瞬間が1コマに収まっていることが、フィルムによるシンクロ撮影において必須である。
場合によっては、撮影上の都合で芝居を撮り終わったカットの直後に打つこと（「尻ボールド」という）もあるが、これはテイクの始まりは監督の「スタート」の声が告げるのであって、カチンコの主目的が、あくまでもそのテイクのナンバーと、映像と音声の一致点をフィルムの3つのコマ（上下がぶつかるコマとその前後のコマ）の上で示すことであるからである。この作業に見習助監督がとりくむことで、一篇の映画が、ひとつひとつ固有のナンバーをもつ一定量のカットで精密に構成されていることなど、映画作品そのものと映画撮影をめぐる多くのことを実製作のレヴェルで学ぶことができる。
日本では映画の制作費が潤沢とは言えずフィルム代・現像代を節約する必要がある時代が長かったことから、カチンコを打ったら係の者はすぐにフレームの外に出なければならないという独特の打ち方になった（節約の必要がなければカチンコ係はのんびり画面外に出れば良いし、またフィルムの走行安定性という意味でもしばらく空回しをしてから必要なカットの撮影を始める方が望ましい）。日本におけるトーキーの発展時期が、大正バブルの崩壊後および第二次世界大戦直前、あるいは終戦直後であったことの名残であると考えられる。日本ではこれを片手で素早く打たなければプロとは認めてもらえないという時代があった。いずれにしても速さが問題なのではなく、1/6秒でしかない「フィルムの3つのコマ」しか必要ではないからである。
フィルムによるトーキー映画の撮影に欠かせなかったこの技術であるが、現在の映画撮影において、フィルムではなく「HD24P」と呼ばれるハイヴィジョン撮影が主流になり、また、ベータカムで撮影するテレビ映画で育ったために一度もカチンコを打ったことがないままセカンド、サードと昇進した助監督が増えている。このため、カチンコをめぐる技術も文化も廃れつつあるが、フィルム撮影が行われる限り、必要なものである。